# Karel Lodewijk Joseph Cornelis
Karel Lodewijk Joseph Cornelis ( Roermond, 12 januari 1819 - aldaar, 25 augustus 1884 ) was een Nederlands politicus en voor de Thorbeckianen lid van de Tweede Kamerlid.
Cornelis was een Roermondse jurist, die in zijn woonplaats advocaat en in Weert kantonrechter was. Hij kwam in 1861 als liberaal, als Thorbeckiaan in de Tweede Kamer en had daarin met twee onderbrekingen tot 1871 zitting. Hij bleef in tegenstelling tot de meeste van geloofsgenoten de liberale beginselen trouw en werd daarom bij verkiezingen vanwege zijn benoeming tot officier van justitie door een klerikale tegenstander verslagen.

## Tweede Kamer
| Periode                                                                       |
| ----------------------------------------------------------------------------- |
| 20-09-1861 t/m 17-02-1864 19-09-1864 t/m 30-09-1866 29-02-1868 t/m 22-03-1871 |